# 知香里
知香里（ちかり、1990年6月12日 - ）は、日本のタレント。静岡県出身。

## 略歴・人物
- 高校時代にタレント養成所に入って芸能界入りを目指したが、一度は諦めて一般企業に就職。しかし、夢を諦めきれずに再び芸能界入りを目指して再出発しようとしていたところでスカウトされる。[1]
- 2017年には「ミスビジュアルウェブS 2017」で準グランプリ[2]、「ミス東スポではグランプリを受賞[3]。
- いわき平競輪応援サポーター
- 栄養士の資格を保有している。[4]
- 特技はバスケットボールとフラフープ。
- 趣味はライブ鑑賞、食べ歩き 、競馬 、競輪

## 出演

### インターネット配信番組
- マシェバラ競馬バラエティ「ウマバラ!」（マシェバラ）
- マシェバラ的ケイリン生活 チャリバラ（マシェバラ）
- 松山競輪・ミッドナイト競輪中継司会（SPEEDチャンネル）
- いわき平応援サポーター番組もぎたていわき平競輪レギュラー